# Тудор, Степан Иосифович
Степа́н Иосифович Тудо́р (настоящая фамилия Олексюк, укр. Тудор Степан Йосипович, 25 августа 1892 — 22 июня 1941) — украинский писатель, публицист и коммунистический деятель в Галиции, член Компартии Западной Украины. Доктор философии (1932).

## Биография
Родился в селе Пониква на Львовщине. Во время Первой мировой войны служил в австрийской армии, в 1915 сдался в российский плен и до 1923 жил на советской Украине. Участник Гражданской войны на Украине, был бойцом Корсунской ревбригады, затем организатор кооперативов, работник наробраза. Возвратившись в Галицию, закончил Львовский университет (1926) и стал активным деятелем коммунистического движения. В 1927 один из организаторов группы западноукраинских пролетарских писателей «Горно» и редактор журнала «Вікна».
В 1931—1939 жил в Золочеве. Один из организаторов и участников Антифашистского конгресса деятелей культуры 1936 во Львове. В сентябре 1939 возглавил ревком, затем временное управление города, был избран членом Народного Собрания Западной Украины, приветствовал присоединение Западной Украины к УССР. Стал доцентом Львовского университета, членом правления Львовского отдела Союза писателей Украины, руководителем Львовского филиала Института литературы АН УССР и т. п.
Погиб 22 июня 1941 года вместе с Александром Гаврилюком в первый день Великой Отечественной войны во время первого налёта люфтваффе на Львов.
Похоронен на Лычаковском кладбище в одной могиле с Александром Гаврилюком.

## Творчество
Печататься Степан Тудор начал в 1925. Вышли книги прозы: сборник «Рождение» (1929), повесть «Молочное сумасшествие» (1930) и высоко оцененная в советском литературоведении сатирическая повесть-памфлет «День отца Сойки» (1932—1941), направленная против католического духовенства и националистического движения в Галиции. Кроме того, он был автором поэзии, литературно-критических, философских и публицистических статей в коммунистической прессе.

## Попытки уничтожения памятников
В апреле 2014 года после неоднократных актов вандализма по отношению к мемориальной доске Тудора и Гаврилюка на ул. Дорошенко во Львове, её самовольно закрыли рекламой.
9 мая 2016 украинские националисты из организаций «Сокол», «Карпатська січ», «Правый сектор», «Белые хорваты» и батальона ОУН в количестве около сорока человек хотели снести памятник, однако были разогнаны полицией. Было открыто уголовное производство по признакам преступления, предусмотренного частью 2 статьи 296 УК Украины — групповое хулиганство. Памятник Степану Тудору не подпадает под закон о декоммунизации, а двое из активистов были задержаны полицией. Правый сектор осудил провокацию и заявил о непричастности своих людей к инциденту. 7 сентября 2016 памятник был демонтирован по решению рабочей группы при Львовском горсовете

## Произведения
- Тудор С. Твори в 2 т. — Киев: Вид-во АН УРСР, 1962. — Т. 1, 468 с.; Т. 2, 544 с.